# A night with Cubismo – Live in Lisinski
A night with [Cubismo] Live in Lisinski je sedmi album sastava Cubismo. 
Ovo je video i kompilacijski album, u sklopu DVD-a (Amigos DVD Live in Lisinski) za 10. godišnjicu postojanja na kojem se osim snimke koncerta u Lisinskome 2004. nalaze dokumentarni film i svih 14 spotova koje je grupa izdala dotada.
Album je 2005. objavila diskografska kuća Aquarius Records. 
Osvojio je jednog Porina:
- 2006.: Najbolji video program - Cubismo

## Popis pjesama

### Cubismo uživo u Lisinskome
1. Guajira Lisinski
2. Generacion del 80'
3. Sigurd's garden
4. Bilongo
5. Bailando cha-cha-cha
6. Na na na  (Cubismo i Josipa Lisac)
7. Iya mi ile
8. Ahora me da pena
9. Tempera (Cubismo i Gibonni)
10. Ay mi Cuba
11. Las griñas (Cubismo i Bolesna braća)
12. Conmigo
13. El cuarto de tula
14. Geljan dade (Cubismo i Šaban Bajramović)
15. Đelem đelem (Cubismo, Josipa Lisac i Šaban Bajramović)
16. Yumbambe

### Dokumentarni film
1. Cubismo turismo, redatelja Radislava Jovanova Gonza, snimljen na Kubi.

### Cubismovi spotovi 1995. – 2005.
1. Conmigo
2. Tequila
3. Waiting for my man (uživo u Aquariusu)
4. Na na na (Cubismo i Josipa Lisac)
5. Yumbambe
6. Djetešce nam se rodilo
7. Ay mi Cuba
8. Tempera (Cubismo i Gibonni)
9. Quimbara
10. Junglesalsa
11. Bailando cha-cha-cha
12. Las griñas (Cubismo i Bolesna braća)
13. Geljan dade (Cubismo i Šaban Bajramović)
14. Đelem đelem (Cubismo i Šaban Bajramović)